# House of Secrets
House of Secrets és una pel·lícula britànica de crims dirigida el 1956 per Guy Green, filmada en Technicolor i VistaVision, i protagonitzada per Michael Craig, Anton Diffring, i Gérard Oury. Fou seleccionada per competir a la secció oficial del Festival Internacional de Cinema de Sant Sebastià 1957.

## Argument
La pel·lícula és basada en la novel·la Storm Over Paris de Sterling Noel. Mostra un home enviat a infiltrar-se en una organització delictiva internacional que planifica inundar el Regne Unit amb enormes quantitats de bitllets falsos del banc del Regne Unit amb falsificacions gairebé perfectes, perjudicant l'economia britànica. Considerada una pel·lícula molt brillant amb fotografies perfectes de París, tot i que amb un final brusc, mostra un personatge, Larry Ellis (interpretat per Michael Craig) que recorda al primer James Bond.

## Repartiment
- Michael Craig - Larry Ellis / Steve Chancellor
- Anton Diffring - Anton Lauderbach
- Gérard Oury - Julius Pindar
- Brenda De Banzie - Madame Isabella Ballu
- Geoffrey Keen - Colonel Burleigh, CIA
- David Kossoff - Henryk van de Heide, CIA
- Barbara Bates - Judy Anderson
- Alan Tilvern - Brandelli
- Julia Arnall - Diane Gilbert
- Gordon Tanner - Curtice
- Eugene Deckers - Vidal
- Eric Pohlmann - Gratz
- Carl Jaffe - Walter Dorffman